# Tartarus nurinensis
Espèce
Tartarus nurinensis est une espèce d'araignées aranéomorphes de la famille des Stiphidiidae.

## Distribution
Cette espèce est endémique du Goldfields-Esperance en Australie-Occidentale,. Elle se rencontre dans la grotte Nurina Cave dans la plaine de Roe.

## Description
Cette araignée est anophtalme et décolorée par adaptation à la vie troglobie.
La carapace de la femelle holotype mesure 6,35 mm de long sur 4,50 mm de large.

## Étymologie
Son nom d'espèce, composé de nurin[a] et du suffixe latin -ensis, « qui vit dans, qui habite », lui a été donné en référence au lieu de sa découverte, la Nurina Cave.

## Publication originale
- Gray, 1992 : The troglobitic spider genus Tartarus Gray with a cladistic analysis of Tartarus and Baiami Lehtinen (Araneae: Stiphidiidae). Proceedings of the Linnean Society of New South Wales, vol. 113, p. 165-173 (texte intégral).